# 张天龙
张天龙（1991年11月26日—），是一名中国足球运动员，原名孙大龙，后因家庭原因改名随母姓。

## 职业生涯
张天龙青训生涯是在鲁能足校度过，曾担任山东鲁能泰山U-19梯队的队长。
2007年1月，张天龙首次入选中国国少队集训名单。 当年10月份，他参加2008年亚足联U16青年锦标赛资格赛并在第一场中国12比0击败澳门的比赛中射进一球。 之后他又以主力球员的身份参加2008年10月份在乌兹别克斯坦举行的2008年亚足联U16青年锦标赛，但最终中国U17国家队以1胜1平1负的成绩小组赛即遭淘汰。2010年3月，张天龙曾短暂入选宿茂臻执教的中国国青队，以备战2010年亚足联U19青年锦标赛， 但最终没有选入参赛名单。
2011年1月，张天龙转会加盟中国足球超级联赛升班马广州恒大。 但他整个赛季都代表预备队参加预备队联赛，没有代表一线队出场。
2012年1月，张天龙前往刚降级到中国足球甲级联赛的深圳红钻试训，并获得成功，转会至深圳红钻。 3月17日，张天龙在深圳红钻客场1比0击败北京八喜的比赛中首发登场，上演职业生涯的首秀。 8月底张天龙在训练中拓骨骨折，提前结束赛季。
2013年7月，张天龙养伤近一年才复出参加正式比赛。